# I-9
I-9 — підводний човен Імперського флоту Японії, який взяв участь у Другій світовій війніі.

## Початок історії корабля
І-9 спорудили в 1941-му на верфі ВМФ у Куре. Він став першим серед кораблів типу A (він же клас I-9), які створили на основі човнів типу J-3 (I-7), причому водотоннажність типу А в порівнянні з і так вже великим попередником лише зросла. Швидкість та глибина занурення фактично не змінились, а от дальність автономного плавання дещо збільшилась (на 15 %).
Суттєві зміни конструкції стосувались авіаційної компоненти. Так, ангар інтегрували з бойовою рубкою і до нього був можливий доступ у підводному положенні. Первісно човен отримав розвідувальний гідролітак Watanabe E9W1, проте згодом ангар дав змогу використовувати й новішу модель Yokosuka E14Y (на відміну від типу J-7). Також поміняли місцями катапульту та майданчик артилерійського озброєння головного калібру, що дозволило сприяти запуску рухом човна.
Кількість і розташування торпедних апаратів залишились такими ж як і у J-3, а от замість двох 140-мм гармат у спареній установці залишили одну. Водночас човен типу А одразу отримав 25-мм зенітні автомати замість кулеметів.
Човни типу А були оснащені додатковими засобами комунікації, оскільки призначались для виконання функцій флагманських кораблів ескадр підводних човнів, що й відрізняло їх від дуже схожих кораблів типу B.

## Перший похід
На момент вступу Японії у Другу світову війну I-9 був флагманським кораблем 1-ї ескадри підводних човнів. 21 листопада 1941-го човен полишив Японію, маючи на борту гідролітак Watanabe E9W1, і 7 грудня перебував у районі на північний схід від острова Оаху із завданням діяти проти кораблів, що спробують полишити Перл-Гарбор. 11 грудня в районі за тисячу двісті кілометрів від Оаху I-9 перестрів та обстріляв артилерією пароплав Lahaina (5465 GRT). Всього з човна випустили 25 снарядів та досягли 12 влучань, що викликало пожежу. Вже після відбуття I-9 екіпаж пароплаву спробував повернутись на судно, проте 12 грудня воно все-таки затонуло через пожежу та надходження води в корпус.
Далі I-9 попрямував до західного узбережжя США та 19 грудня прибув у район мису Кейп-Бланко (штат Орегон). 22 грудня човен рушив на південь у напрямку мексиканського острова Гвадалупе, але вичерпання запасів палива не дозволило провадити тривале патрулювання й на початку січня 1942-го I-9 завершив похід на Маршаллових островах на атолі Кваджалейн (до середини 1942-го активно використовувався як база підводних сил Імперського флоту).

## Другий похід
1 лютого 1942-го літаки з американського авіаносця «Ентерпрайз» здійснили атаку на атоли Вотьє та Кваджалейн. Після цього I-9 та ще 8 підводних човнів дістали наказ вийти на перехоплення ворожого авіаносця, що, втім, не призвело до якогось результату.
Далі I-9 попрямував для бойового патрулювання в районі Гавайських островів, під час якого човен планували залучити до операції з обмеженого авіанальоту на Перл-Гарбор. У межах останнього два чотиримоторні летючі човни Kawanishi H8K «Емілі» мали вилетіти з бази на Вотьє, приземлитись у районі атола Френч-Фрігейт-Шолс (дев'ятсот кілометрів на північний захід від Гонолулу) для дозаправки від підводних човнів, після чого продовжити свій рейд. За цим планом, I-9 мав перебувати між Вотьє та Френч-Фрігейт-Шолс і виконувати функцію маяка, втім, спершу цей корабель провів авіарозвідку. Уночі 23 лютого 1942-го його гідролітак Watanabe E9W1 пролетів над Перл-Гарбором, проте через обмежену видимість пілотам не вдалось ідентифікувати якість цілі. При цьому під час підйому з води літак дістав пошкодження обох крил.
28 лютого — 1 березня 1942-го I-9 пройшов з району південніше від Оаху до визначеної йому позиції на шляху до Френч-Фрігейт-Шолс. Наліт на Перл-Гарбор відбувся 5 березня за планом, проте скинуті бомби не завдали серйозної шкоди запланованим цілям — ремонтним потужностям, де йшло відновлення пошкоджених кораблів.
21 березня 1942-го I-9 завершив похід у Йокосуці.

## Третій похід
15 травня 1942-го I-9 вийшов з Йокосуки в межах підготовки до мідвейсько-алеутської операції. Човен мав діяти у північній зоні та ніс на борту гідролітак Yokosuka E14Y1. 17 травня I-9 зайшов до Омінато (важлива військово-морська база на північному завершенні Хонсю), а 19 числа рушив у напрямку Алеутських островів. 24 травня літак з I-9 провів рекогносцирування островів Киска (тут збирались висадити один з десантів) та Амчітка на заході цього архіпелагу, де не виявив якихось ознак ворожих сил. 26 травня провели розвідувальний політ над островами Адак та Канга.
У першій декаді червня 1942-го I-9 провадив дистанційне прикриття японських сил, які зайняли без спротиву Атту (кілька сотень кілометрів на захід від Киски) та Киску. Після цього 8 червня корабель дістав наказ прямувати на схід у район Кадьякського архіпелагу, де 15 червня його літак провів розвідувальний політ над місцевою авіабазою. Тієї ж доби I-9 атакував, але не поцілив, два вантажні судна, а 16 червня обстріляв артилерією ще один транспорт, проте зміг лише пошкодити його.
30 червня 1942-го човен полишив район патрулювання та 7 липня завершив похід у Йокосуці.

## Четвертий похід
7 серпня 1942-го союзники висадились на сході Соломонових островів, що започаткувало шестимісячну битву за Гуадалканал та змусило японське командування спрямовувати в регіон підкріплення. 15 серпня I-9 вийшов із Йокосуки, а 23 серпня вже розпочав патрулювання в районі острова Сан-Крістобаль.
24 серпня відбулось велике зіткнення авіаносних з'єднань, відоме як битва біля східних Соломонових островів, а наступної доби I-9 був виявлений охороною американського авіаносця «Саратога». Протягом трьох годин три есмінці провели серію атак глибинними бомбами, ухиляючись від яких I-9 занурювався на глибину до 134 метрів. З американських кораблів спостерігали появу на поверхні плям нафти та повітряних пухирів, що сприйняли як свідчення загибелі японського човна. Втім, насправді пошкоджений I-9 вцілів та зміг сплисти на поверхню за дві години після останньої атаки. Після цього підводний човен перервав похід та 30 серпня прибув на атол Трук у центральній частині Каролінських островів, де ще до війни створили головну базу японського ВМФ у Океанії (можливо також відзначити, що 31 серпня «Саратога» буде пошкоджений торпедою іншого японського підводного човна I-26).
На Труці I-9 розпочав ремонт за допомогою спеціалізованого судна «Уракамі-Мару». Втім, пошкодження I-9 виявились не надто серйозними і вже 8 вересня 1942-го човен зміг вийти в район на південний схід від Гуадалканалу. Кілька наступних тижнів I-9 здійснював безрезультатне патрулювання, а 6 жовтня прибув на Трук.

## П'ятий похід
16 жовтня 1942-го I-9 вирушив у черговий похід, маючи на борту літак Yokosuka E14Y1. 4 листопада останній здійснив розвідувальний політ над Нумеа на Новій Каледонії, після чого пілот доповів про виявлення тут авіаносця та кількох крейсерів. 12 листопада літак рекогносцирував острів Есіприту-Санто в архіпелазі Нові Гебриди, де була головна передова база союзників, з якої вели битву за Гуадалканал, але в цьому випадку через сильну хмарність розвідка виявилась невдалою (можливо відзначити, що цей політ відбувся незадовго до вирішальної морської битви біля Гуадалканалу, яка почалась в ніч проти 13 листопада).
19 листопада 1942-го I-9 прибув на якірну стоянку Шортленд (прикрита групою невеликих островів Шортленд акваторія біля південного завершення острова Бугенвіль, де зазвичай відстоювались бойові кораблі та перевалювались вантажі для подальшої відправки на схід Соломонових островів). На той час уже завершилась поразкою японців морська битва біля Гуадалканалу, що була останньою спробою доставити підкріплення та матеріальні запаси за допомогою транспортів, після чого японське командування вирішило залучити підводні човни до постачання гарнізону острова. I-9 прийняв 32 тонни продовольства та боєприпасів і 24 листопада попрямував до Гуадалканалу, де 26 листопада розвантажився в затоці Камімбо.
1 грудня 1942-го човен завершив похід на Труці.

## Транспортні операції на Соломонових островах
Наприкінці грудня 1942-го I-9 полишив Трук та 2 січня 1943-го прибув на Шортленд. Протягом наступних кількох тижнів він здійснив цілий ряд транспортних рейсів до Гуадалканалу — 4—8 січня (доставлено 21 тонну продовольства), 10—14 січня (не зміг розвантажитись, оскільки район затоки Камімбо патрулювали ворожі торпедні катери), 16—20 січня (прибув до Камімбо, але, перебуваючи в підводному положенні, не зміг вивільнити бочки з вантажем), 22—27 січня (перш ніж човен відігнали торпедні катери, зміг вивільнити в Камімбо 80 зі 120 бочок, в яких було 12 тонн припасів), 28 січня — 1 лютого (по прибутті до острова вивільнив бочки, але всі вони були виявлені та знищені торпедними катерами).
1—12 лютого 1943-го I-9 пройшов з Шортленду через Трук до Йокосуки, де став на ремонт.

## Транспортні операції на Алеутських островах
У травні 1943-го американці повернули під свій контроль алеутський острів Атту. 23—27 травня (битва за Атту ще точилась) I-9 перейшов з Йокосуки на Парамушир (Курильські острови), а 29 травня вийшов звідси із транспортною місією до Киски, маючи на борту 19 тонн амуніції та продовольства. 2 червня човен розвантажився і прийняв у зворотний рейс 79 пасажирів, а 8 червня повернувся на Парамушир.
10 червня 1943-го I-9 вирушив у другий рейс до Киски. 13 червня неподалік від цього острова американський есмінець «Фрейзер» спершу встановив радарний контакт з якоюсь ціллю, а після зближення виявив за допомогою сонара підводний човен. При цьому в якийсь момент з есмінця помітили менш ніж за сотню метрів перископи та відкрили вогонь, після чого перейшли до скидання глибинних бомб, що й стало фатальним для I-9 та 101 особи, що перебували на борту субмарини.

## Бойовий рахунок
| Дата       | Назва   | Тип | Тоннаж | Місце            |
| 11.12.1941 | Lahaina |     | 5465   | 27°42'N 147°38'W |